# Bellator 137
Bellator 137: Halsey vs. Grove é um evento de artes marciais mistas promovido pelo Bellator MMA, é esperado para ocorrer em 15 de maio de 2015 no Pechanga Resort & Casino em Temecula, California. O evento será transmitido ao vivo na Spike TV nos EUA.

## Background
Esse evento era esperado para contar como evento principal a luta pelo Cinturão Peso Médio do Bellator entre o campeão Brandon Halsey e o desafiante e veterano do TUF & UFC Kendall Grove. No entanto, Halsey pesou 188.1 lbs, passando o limite de 185 da categoria, e a luta então não valeria pelo título. O Bellator tomou a decisão de que se Halsey vencesse o cinturão ficaria vago, e se Grove vencesse se tornaria o campeão.
O ex-campeão dos galos Eduardo Dantas fez nesse evento sua primeira luta após perder o cinturão, contra Mike Richman no co-evento principal.
A.J. Matthews era esperado para enfrentar Ben Reiter no evento. No entanto, Matthews teve que se retirar da luta, e foi substituído por Benji Radach.